# Саэнс, Хорхе
Хорхе Саэнс де Мейра Кольмейро (исп. Jorge Sáenz de Miera Colmeiro; родился 17 ноября 1997, Санта-Крус-де-Тенерифе, Испания) — испанский футболист, правый защитник клуба «Леганес».

## Клубная карьера
Саэнс — воспитанник клуба «Тенерифе» из своего родного города. 4 января 2015 года в матче против хихонского «Спортинга» он дебютировал в Сегунде. 21 июня 2017 года в поединке против «Хетафе» Хорхе забил свой первый гол за «Тенерифе». Летом 2019 года Саэнс перешёл в «Валенсию», подписав контракт на 5 лет. Сумма трансфера составила 2 млн. евро. Для получения игровой практики Хорхе был отдан в двухлетнюю аренду в «Сельту». 15 сентября в матче против «Гранады» он дебютировал в Ла Лиге.
28 июля 2021 года Саэнс был отдан в аренду в португальский клуб «Маритиму». 29 января следующего года, несмотря на незавершенный срок договора аренды, футболист был передан клубу «Мирандес».
5 июля 2022 Хорхе Саэнс присоединился к клубу «Леганес» из второго дивизиона Испании на правах аренды. В июле 2023 он заключил с клубом контракт на два года.